# تيست درايف 4
تيست درايف 4 (بالإنجليزية: Test Drive 4)‏ (باليابانية: サッカー) ، هي لعبة إلكترونية من نوع لعبة فيديو، أنتجت عام 1997م وتعمل بنظامي بلاي ستيشن ومايكروسوفت ويندوز.

## وصلات خارجية
- Pitbull Syndicate page
- Accolade page
- Atari page